# UEFA Champions League 2013-2014 (fase a eliminazione diretta)
Questa voce raccoglie un approfondimento sulle gare della fase ad eliminazione diretta dell'edizione 2013-2014 della UEFA Champions League.

## Tabellone
|  | Ottavi di finale      | Ottavi di finale  | Ottavi di finale | Ottavi di finale |   |                     | Quarti di finale | Quarti di finale | Quarti di finale | Quarti di finale |  |                 | Semifinali | Semifinali | Semifinali | Semifinali |                   |   | Finale | Finale |
|  |                       |                   |                  |                  |   |                     |                  |                  |                  |                  |  |                 |            |            |            |            |                   |   |        |        |
|  | Schalke 04            | 1                 | 1                | 2                |   |                     |                  |                  |                  |                  |  |                 |            |            |            |            |                   |   |        |        |
|  | Real Madrid           | 6                 | 3                | 9                |   |                     |                  |                  |                  |                  |  |                 |            |            |            |            |                   |   |        |        |
|  | Real Madrid           | 6                 | 3                | 9                |   | Real Madrid         | 3                | 0                | 3                |                  |  |                 |            |            |            |            |                   |   |        |        |
|  |                       |                   |                  |                  |   | Real Madrid         | 3                | 0                | 3                |                  |  |                 |            |            |            |            |                   |   |        |        |
|  |                       | Borussia Dortmund | 0                | 2                | 2 |                     |                  |                  |                  |                  |  |                 |            |            |            |            |                   |   |        |        |
|  | Zenit San Pietroburgo | Borussia Dortmund | 0                | 2                | 2 | 2                   | 2                | 4                |                  |                  |  |                 |            |            |            |            |                   |   |        |        |
|  | Zenit San Pietroburgo |                   |                  |                  |   | 2                   | 2                | 4                |                  |                  |  |                 |            |            |            |            |                   |   |        |        |
|  | Borussia Dortmund     | 4                 | 1                | 5                |   |                     |                  |                  |                  |                  |  |                 |            |            |            |            |                   |   |        |        |
|  | Borussia Dortmund     | 4                 | 1                | 5                |   |                     |                  |                  |                  |                  |  | Real Madrid     | 1          | 4          | 5          |            |                   |   |        |        |
|  |                       |                   |                  |                  |   |                     |                  |                  |                  |                  |  | Real Madrid     | 1          | 4          | 5          |            |                   |   |        |        |
|  |                       | Bayern Monaco     | 0                | 0                | 0 |                     |                  |                  |                  |                  |  |                 |            |            |            |            |                   |   |        |        |
|  | Olympiacos            | Bayern Monaco     | 0                | 0                | 0 | 2                   | 0                | 2                |                  |                  |  |                 |            |            |            |            |                   |   |        |        |
|  | Olympiacos            |                   |                  |                  |   | 2                   | 0                | 2                |                  |                  |  |                 |            |            |            |            |                   |   |        |        |
|  | Manchester Utd        | 0                 | 3                | 3                |   |                     |                  |                  |                  |                  |  |                 |            |            |            |            |                   |   |        |        |
|  | Manchester Utd        | 0                 | 3                | 3                |   | Manchester Utd      | 1                | 1                | 2                |                  |  |                 |            |            |            |            |                   |   |        |        |
|  |                       |                   |                  |                  |   | Manchester Utd      | 1                | 1                | 2                |                  |  |                 |            |            |            |            |                   |   |        |        |
|  |                       | Bayern Monaco     | 1                | 3                | 4 |                     |                  |                  |                  |                  |  |                 |            |            |            |            |                   |   |        |        |
|  | Arsenal               | Bayern Monaco     | 1                | 3                | 4 | 0                   | 1                | 1                |                  |                  |  |                 |            |            |            |            |                   |   |        |        |
|  | Arsenal               |                   |                  |                  |   | 0                   | 1                | 1                |                  |                  |  |                 |            |            |            |            |                   |   |        |        |
|  | Bayern Monaco         | 2                 | 1                | 3                |   |                     |                  |                  |                  |                  |  |                 |            |            |            |            |                   |   |        |        |
|  | Bayern Monaco         | 2                 | 1                | 3                |   |                     |                  |                  |                  |                  |  |                 |            |            |            |            | Real Madrid (dts) | 4 |        |        |
|  |                       |                   |                  |                  |   |                     |                  |                  |                  |                  |  |                 |            |            |            |            |                   | 4 |        |        |
|  |                       | Atlético Madrid   | 1                |                  |   |                     |                  |                  |                  |                  |  |                 |            |            |            |            |                   |   |        |        |
|  | Manchester City       | Atlético Madrid   | 1                | 0                | 1 | 1                   |                  |                  |                  |                  |  |                 |            |            |            |            |                   |   |        |        |
|  | Manchester City       |                   |                  | 0                | 1 | 1                   |                  |                  |                  |                  |  |                 |            |            |            |            |                   |   |        |        |
|  | Barcellona            | 2                 | 2                | 4                |   |                     |                  |                  |                  |                  |  |                 |            |            |            |            |                   |   |        |        |
|  | Barcellona            | 2                 | 2                | 4                |   | Barcellona          | 1                | 0                | 1                |                  |  |                 |            |            |            |            |                   |   |        |        |
|  |                       |                   |                  |                  |   | Barcellona          | 1                | 0                | 1                |                  |  |                 |            |            |            |            |                   |   |        |        |
|  |                       | Atlético Madrid   | 1                | 1                | 2 |                     |                  |                  |                  |                  |  |                 |            |            |            |            |                   |   |        |        |
|  | Milan                 | Atlético Madrid   | 1                | 1                | 2 | 0                   | 1                | 1                |                  |                  |  |                 |            |            |            |            |                   |   |        |        |
|  | Milan                 |                   |                  |                  |   | 0                   | 1                | 1                |                  |                  |  |                 |            |            |            |            |                   |   |        |        |
|  | Atlético Madrid       | 1                 | 4                | 5                |   |                     |                  |                  |                  |                  |  |                 |            |            |            |            |                   |   |        |        |
|  | Atlético Madrid       | 1                 | 4                | 5                |   |                     |                  |                  |                  |                  |  | Atlético Madrid | 0          | 3          | 3          |            |                   |   |        |        |
|  |                       |                   |                  |                  |   |                     |                  |                  |                  |                  |  | Atlético Madrid | 0          | 3          | 3          |            |                   |   |        |        |
|  |                       | Chelsea           | 0                | 1                | 1 |                     |                  |                  |                  |                  |  |                 |            |            |            |            |                   |   |        |        |
|  | Bayer Leverkusen      | Chelsea           | 0                | 1                | 1 | 0                   | 1                | 1                |                  |                  |  |                 |            |            |            |            |                   |   |        |        |
|  | Bayer Leverkusen      |                   |                  |                  |   | 0                   | 1                | 1                |                  |                  |  |                 |            |            |            |            |                   |   |        |        |
|  | Paris Saint-Germain   | 4                 | 2                | 6                |   |                     |                  |                  |                  |                  |  |                 |            |            |            |            |                   |   |        |        |
|  | Paris Saint-Germain   | 4                 | 2                | 6                |   | Paris Saint-Germain | 3                | 0                | 3                |                  |  |                 |            |            |            |            |                   |   |        |        |
|  |                       |                   |                  |                  |   | Paris Saint-Germain | 3                | 0                | 3                |                  |  |                 |            |            |            |            |                   |   |        |        |
|  |                       | Chelsea (gfc)     | 1                | 2                | 3 |                     |                  |                  |                  |                  |  |                 |            |            |            |            |                   |   |        |        |
|  | Galatasaray           | Chelsea (gfc)     | 1                | 2                | 3 | 1                   | 0                | 1                |                  |                  |  |                 |            |            |            |            |                   |   |        |        |
|  | Galatasaray           |                   |                  |                  |   | 1                   | 0                | 1                |                  |                  |  |                 |            |            |            |            |                   |   |        |        |
|  | Chelsea               | 1                 | 2                | 3                |   |                     |                  |                  |                  |                  |  |                 |            |            |            |            |                   |   |        |        |

## Ottavi di finale

### Sorteggio
Ogni squadra arrivata prima nel proprio gruppo gioca contro una squadra arrivata seconda e viceversa e non si possono affrontare squadre della stessa nazione o provenienti dallo stesso gruppo.
Tali accoppiamenti sono stati sorteggiati con il seguente esito:
1. Manchester City - Barcellona
2. Olympiakos - Manchester Utd
3. Milan - Atlético Madrid
4. Bayer Leverkusen - Paris Saint-Germain
5. Galatasaray - Chelsea
6. Schalke 04 - Real Madrid
7. Zenit San Pietroburgo - Borussia Dortmund
8. Arsenal - Bayern Monaco

### Riassunto delle partite
All'Etihad Stadium, il Barcellona batte per 2-0 il Manchester City con la rete di Messi su calcio di rigore al 54', concesso dall'arbitro Eriksson per un fallo di Demichelis, espulso poi nell'occasione, ai danni dello stesso attaccante argentino, e quella successiva di Dani Alves al 90', mettendo così una seria ipoteca sulla qualificazione. Nella gara di ritorno al Camp Nou, gli spagnoli sconfiggono nuovamente gli inglesi, vincendo per 2-1 grazie alle marcature di Messi al 67', che supera con un pregevole pallonetto il portiere avversario Hart, e di Dani Alves in pieno recupero al 91', intervallate dall'inutile rete del momentaneo pari ad opera di Kompany all'89'. I catalani passano dunque il turno sul risultato complessivo di 4-1 nel doppio confronto, raggiungendo i quarti di finale della competizione per la settima volta consecutiva.
Alla BayArena, il Paris Saint-Germain espugna nettamente il campo del Bayer Leverkusen con un perentorio 4-0, frutto della doppietta di Ibrahimović e dei gol di Matuidi e Cabaye, archiviando anzitempo il discorso qualificazione. Nella partita di ritorno al Parco dei Principi, i francesi si impongono di nuovo sui tedeschi, trionfando in rimonta per 2-1 con le reti di Marquinhos e Lavezzi, che ribaltano appunto il vantaggio iniziale di Sam a favore degli ospiti e permettono così ai parigini di accedere ai quarti di finale sull'aggregato totale di 6-1 nella doppia sfida.
All'Emirates Stadium, i campioni in carica del Bayern Monaco prevalgono per 2-0 sull'Arsenal in virtù delle reti di Kroos al 54' e di Müller all'88', ipotecando prematuramente il discorso qualificazione. Durante la prima frazione di gioco, entrambe le squadre avevano inoltre sbagliato un calcio di rigore a testa: per i londinesi è stato Özil a compiere l'errore dagli undici metri, facendosi parare la propria conclusione dal portiere avversario Neuer, mentre a fallire il penalty per i bavaresi è stato Alaba, che invece aveva colpito il palo. Nel match di ritorno all'Allianz Arena, i tedeschi e gli inglesi pareggiano per 1-1: al gol iniziale di Schweinsteiger al 55' per i padroni di casa risponde quello di Podolski per gli ospiti dopo appena due minuti. Tale risultato consente al Bayern Monaco di passare ai quarti di finale sul risultato complessivo di 3-1 nel doppio confronto.
Allo stadio San Siro, l'Atlético Madrid piega di misura il Milan per 1-0 grazie alla decisiva rete di Diego Costa, il quale segna all'83' sugli sviluppi di un calcio d'angolo battuto da Gabi. Nella gara di ritorno allo stadio Vicente Calderón, gli spagnoli hanno nuovamente la meglio sugli italiani, travolgendoli con un netto 4-1 in virtù della doppietta di Diego Costa e dei gol di Arda Turan e Raúl García, inframezzati dalla marcatura del momentaneo pari ad opera di Kakà. I madrileni agguantano così dopo diciassette anni i quarti di finale della manifestazione sull'aggregato totale di 5-1 nella doppia sfida.
Allo stadio Petrovskij, il Borussia Dortmund, finalista della precedente edizione, si impone per 4-2 sul campo dello Zenit San Pietroburgo con la doppietta di Lewandowski e le reti di Mxit'aryan e Reus, queste ultime avvenute nei primi cinque minuti di gioco, che fanno da contraltare a quelle avversarie di Šatov e di Hulk su calcio di rigore, concesso dall'arbitro Collum per un intervento scomposto di Piszczek ai danni di Fajzulin. Nella partita di ritorno al Westfalenstadion, i russi vincono per 2-1 grazie alle marcature di Hulk al 16', che segna con uno splendido tiro dalla distanza, e di Rondón al 76', intervallati dal gol di Kehl per i padroni di casa al 38', però sono i tedeschi a passare il turno sul risultato complessivo di 5-4 nel doppio confronto.
Allo stadio Karaiskakīs, l'Olympiakos sconfigge a sorpresa il Manchester Utd con un netto 2-0 in virtù delle reti di Domínguez e Campbell, ottenendo un gran vantaggio in vista del retour match. Nella gara di ritorno all'Old Trafford, gli inglesi riescono tuttavia a ribaltare il discorso qualificazione, battendo per 3-0 i greci con la tripletta di van Persie e raggiungendo così i quarti di finale con un aggregato totale di 3-2 nella doppia sfida.
Alla Türk Telekom Arena, il Galatasaray blocca il Chelsea, detentore dell'Europa League, sul pareggio per 1-1: alla marcatura iniziale di Torres al 9' per gli ospiti risponde quella di Chedjou al 65' per i padroni di casa. Nella partita di ritorno allo Stamford Bridge, gli inglesi prevalgono per 2-0 sui turchi con i gol di Eto'o e Cahill, accedendo così ai quarti di finale sul risultato complessivo di 3-1 nel doppio confronto.
Alla Veltins-Arena, il Real Madrid espugna nettamente il campo dello Schalke 04 con un perentorio 6-1 grazie alle rispettive doppiette di Benzema, Bale e Cristiano Ronaldo, seguite dall'inutile rete avversaria di Huntelaar in pieno recupero, chiudendo anzitempo il discorso qualificazione. Nel match di ritorno al Bernabéu, gli spagnoli hanno di nuovo la meglio sui tedeschi, trionfando facilmente per 3-1 in virtù della doppietta di Ronaldo e del gol di Morata, intervallati dalla marcatura del momentaneo pari ad opera di Hoogland, che consentono appunto ai madrileni di agguantare i quarti di finale con un largo aggregato totale di 9-2 nella doppia sfida.

#### Andata
| Arbitro: | Jonas Eriksson |

|  |           |                               |
|  | Marcatori | 54’ (rig.) Messi 90’ D. Alves |

| Arbitro: | Viktor Kassai |

|  |           |                                                   |
|  | Marcatori | 3’ Matuidi 39’ (rig.), 42’ Ibrahimović 88’ Cabaye |

| Arbitro: | Nicola Rizzoli |

|  |           |                      |
|  | Marcatori | 54’ Kroos 88’ Müller |

| Arbitro: | Pedro Proença |

|  |           |              |
|  | Marcatori | 83’ D. Costa |

| Arbitro: | William Collum |

|                            |           |                                            |
| Shatov 57’ Hulk 69’ (rig.) | Marcatori | 4’ Mkhitaryan 5’ Reus 61’, 71’ Lewandowski |

| Arbitro: | Gianluca Rocchi |

|                            |           |  |
| Domínguez 38’ Campbell 55’ | Marcatori |  |

| Arbitro: | Carlos Velasco Carballo |

|             |           |           |
| Chedjou 65’ | Marcatori | 9’ Torres |

| Arbitro: | Howard Webb |

|                 |           |                                                    |
| Huntelaar 90+1’ | Marcatori | 13’, 57’ Benzema 21’, 69’ Bale 52’, 89’ C. Ronaldo |

#### Ritorno
| Arbitro: | Svein Oddvar Moen |

|                    |           |              |
| Schweinsteiger 55’ | Marcatori | 57’ Podolski |

| Arbitro: | Mark Clattenburg |

|                                          |           |          |
| D. Costa 3’, 85’ Turan 40’ R. García 71’ | Marcatori | 27’ Kaká |

| Arbitro: | Stéphane Lannoy |

|                          |           |             |
| Messi 67’ D. Alves 90+1’ | Marcatori | 89’ Kompany |

| Arbitro: | Ivan Bebek |

|                            |           |        |
| Marquinhos 13’ Lavezzi 53’ | Marcatori | 6’ Sam |

| Arbitro: | Felix Brych |

|                     |           |  |
| Eto'o 4’ Cahill 42’ | Marcatori |  |

| Arbitro: | Sergej Gennad'evič Karasëv |

|                               |           |              |
| C. Ronaldo 21’ 73’ Morata 75’ | Marcatori | 31’ Hoogland |

| Arbitro: | Alberto Undiano Mallenco |

|          |           |                     |
| Kehl 38’ | Marcatori | 16’ Hulk 73’ Rondón |

| Arbitro: | Björn Kuipers |

|                                   |           |  |
| van Persie 25’ (rig.), 45+1’, 52’ | Marcatori |  |

#### Tabella riassuntiva
| Squadra 1        | Totale | Squadra 2         | Andata | Ritorno |
| ---------------- | ------ | ----------------- | ------ | ------- |
| Manchester City  | 1 - 4  | Barcellona        | 0 - 2  | 1 - 2   |
| Olympiakos       | 2 - 3  | Manchester United | 2 - 0  | 0 - 3   |
| Milan            | 1 - 5  | Atlético Madrid   | 0 - 1  | 1 - 4   |
| Galatasaray      | 1 - 3  | Chelsea           | 1 - 1  | 0 - 2   |
| Schalke 04       | 2 - 9  | Real Madrid       | 1 - 6  | 1 - 3   |
| Zenit            | 4 - 5  | Borussia Dortmund | 2 - 4  | 2 - 1   |
| Bayer Leverkusen | 1 - 6  | Paris SG          | 0 - 4  | 1 - 2   |
| Arsenal          | 1 - 3  | Bayern Monaco     | 0 - 2  | 1 - 1   |

## Quarti di finale

### Sorteggio
L'esito del sorteggio (senza limitazioni) degli accoppiamenti per i quarti di finale è stato il seguente:
1. Barcellona - Atlético Madrid
2. Real Madrid - Borussia Dortmund
3. Paris Saint-Germain - Chelsea
4. Manchester Utd - Bayern Monaco

### Riassunto delle partite
All'Old Trafford, il Manchester Utd e i campioni in carica del Bayern Monaco pareggiano per 1-1: alla rete iniziale di Vidić per i padroni di casa al 58', avvenuta sugli sviluppi di un calcio d'angolo battuto da Rooney, risponde quella di Schweinsteiger per gli ospiti al 67'. Nella gara di ritorno all'Allianz Arena, gli inglesi passano in vantaggio con uno splendido tiro in controbalzo di Evra, ma vengono prima raggiunti e poi superati dai tedeschi in virtù dei gol di Mandžukić, Müller e Robben, tutti realizzati nel giro di venti minuti, che consentono appunto ai bavaresi di vincere per 3-1 e di qualificarsi alla semifinale con un risultato complessivo di 4-2 nel doppio confronto.
Al Camp Nou, l'Atlético Madrid riesce a bloccare i connazionali del Barcellona sul pareggio per 1-1: alla marcatura iniziale di Diego al 56' per gli ospiti, il quale va a segno con una straordinaria conclusione dalla distanza, risponde quella di Neymar al 71' per i padroni di casa. Nella partita di ritorno allo stadio Vicente Calderón, i madrileni battono per 1-0 i catalani con il decisivo gol di Koke al 5', che consente appunto all'Atlético Madrid di accedere alla semifinale della competizione dopo quarant'anni dall'ultima volta, passando il turno con un aggregato totale di 2-1 nella doppia sfida.
Al Bernabéu, il Real Madrid sconfigge nettamente il Borussia Dortmund per 3-0 grazie alle reti di Bale, Isco e Cristiano Ronaldo, mettendo così una seria ipoteca sulla qualificazione. Nel match di ritorno al Westfalenstadion, i tedeschi sfiorano l'impresa, vincendo per 2-0 con la doppietta di Reus dopo che il portiere Weidenfeller aveva anche parato un calcio di rigore battuto da Di María, però sono gli spagnoli a reggere l'urto e a raggiungere la quarta semifinale consecutiva con un risultato complessivo di 3-2 nel doppio confronto.
Al Parco dei Principi, il Paris Saint-Germain prevale per 3-1 sul Chelsea grazie all'autogol di David Luiz, che insacca sfortunatamente nella propria porta un calcio di punizione avversario, e alle reti di Lavezzi e Pastore, quest'ultima avvenuta in pieno recupero, intervallate dal momentaneo pari ad opera di Hazard su calcio di rigore, concesso dall'arbitro Mažić per un intervento scomposto di Thiago Silva ai danni di Oscar. Nella gara di ritorno allo Stamford Bridge, gli inglesi compiono invece una gran rimonta, trionfando per 2-0 sui francesi con le marcature di Schürrle e Ba, che consentono appunto ai londinesi di ribaltare il risultato dell'andata e di qualificarsi alla semifinale in virtù della regola dei gol in trasferta sull'aggregato totale di 3-3 nella doppia sfida.

#### Andata
| Arbitro: | Carlos Velasco Carballo |

|           |           |                    |
| Vidić 58’ | Marcatori | 67’ Schweinsteiger |

| Arbitro: | Felix Brych |

|            |           |           |
| Neymar 71’ | Marcatori | 56’ Diego |

| Arbitro: | Mark Clattenburg |

|                                 |           |  |
| Bale 3’ Isco 27’ C. Ronaldo 57’ | Marcatori |  |

| Arbitro: | Milorad Mažić |

|                                             |           |                   |
| Lavezzi 4’ D. Luiz 61’ (aut.) Pastore 90+3’ | Marcatori | 27’ (rig.) Hazard |

#### Ritorno
| Arbitro: | Damir Skomina |

|               |           |  |
| Reus 24’, 37’ | Marcatori |  |

| Arbitro: | Pedro Proença |

|                     |           |  |
| Schürrle 32’ Ba 87’ | Marcatori |  |

| Arbitro: | Jonas Eriksson |

|                                     |           |          |
| Mandžukić 59’ Müller 68’ Robben 76’ | Marcatori | 57’ Evra |

| Arbitro: | Howard Webb |

|         |           |  |
| Koke 5’ | Marcatori |  |

#### Tabella riassuntiva
| Squadra 1         | Totale      | Squadra 2         | Andata | Ritorno |
| ----------------- | ----------- | ----------------- | ------ | ------- |
| Barcellona        | 1 - 2       | Atlético Madrid   | 1 - 1  | 0 - 1   |
| Real Madrid       | 3 - 2       | Borussia Dortmund | 3 - 0  | 0 - 2   |
| Paris SG          | 3 - 3 (gfc) | Chelsea           | 3 - 1  | 0 - 2   |
| Manchester United | 2 - 4       | Bayern Monaco     | 1 - 1  | 1 - 3   |

## Semifinali

### Sorteggio
L'esito del sorteggio degli accoppiamenti per le semifinali è stato il seguente:
1. Real Madrid - Bayern Monaco
2. Atlético Madrid - Chelsea

### Riassunto delle partite
Allo stadio Vicente Calderón, l'Atlético Madrid e il Chelsea pareggiano per 0-0 in un match in cui l'equilibrio regna sovrano, soprattutto per via di un atteggiamento prettamente difensivo da parte degli ospiti, i quali arginano al meglio le sortite offensive dei padroni di casa. Nella gara di ritorno allo Stamford Bridge, gli inglesi passano in vantaggio con la rete di Torres al 36', ma vengono prima raggiunti e poi superati dagli spagnoli in virtù dei gol di Adrián López al 44', di Diego Costa su calcio di rigore al 60', concesso dall'arbitro Rizzoli per un intervento scomposto di Eto'o ai danni dello stesso attaccante iberico, e di Arda Turan al 72'. I madrileni si impongono dunque per 3-1 sui londinesi ed agguantano la loro seconda finale nella competizione con un risultato complessivo di 3-1 nel doppio confronto, a distanza di quarant'anni dall'ultima disputata.
Al Bernabéu, il Real Madrid batte per 1-0 i campioni in carica del Bayern Monaco con la decisiva rete di Benzema al 19', ottenendo un vantaggio di misura in vista del retour match. Nella partita di ritorno all'Allianz Arena, gli spagnoli sconfiggono nuovamente i tedeschi, travolgendoli con un sonoro 4-0 grazie alle marcature di Sergio Ramos e Cristiano Ronaldo, entrambi autori di una doppietta ciascuno, che permettono appunto ai madrileni di accedere alla loro tredicesima finale nella manifestazione dopo dodici anni dall'ultima disputata con un aggregato totale di 5-0 nella doppia sfida. Con le due reti segnate in quest'ultimo incontro, l'attaccante portoghese in forza agli iberici stabilisce inoltre il record di gol realizzati in una singola edizione del torneo, toccando quota sedici e superando quello precedente condiviso da Altafini e Messi (quattordici marcature complessive), mentre per i bavaresi si tratta della più pesante sconfitta interna mai patita a livello europeo.

#### Andata
| Madrid 22 aprile 2014, ore 20:45 | Atlético Madrid | 0 – 0 referto | Chelsea | Vicente Calderón (52 560 spett.)\| Arbitro: \| Jonas Eriksson \| |
| Arbitro:                         | Jonas Eriksson  |               |         |                                                                  |

| Arbitro: | Howard Webb |

|             |           |  |
| Benzema 19’ | Marcatori |  |

#### Ritorno
| Arbitro: | Pedro Proença |

|  |           |                                       |
|  | Marcatori | 16’, 20’ S. Ramos 34’, 90’ C. Ronaldo |

| Arbitro: | Nicola Rizzoli |

|            |           |                                          |
| Torres 36’ | Marcatori | 44’ Adrián 60’ (rig.) D. Costa 72’ Turan |

#### Tabella riassuntiva
| Squadra 1       | Totale | Squadra 2     | Andata | Ritorno |
| --------------- | ------ | ------------- | ------ | ------- |
| Real Madrid     | 5 - 0  | Bayern Monaco | 1 - 0  | 4 - 0   |
| Atlético Madrid | 3 - 1  | Chelsea       | 0 - 0  | 3 - 1   |

#### Finale
| Arbitro: | Björn Kuipers |

|                                                              |           |           |
| S. Ramos 90+3’ Bale 110’ Marcelo 118’ C. Ronaldo 120’ (rig.) | Marcatori | 36’ Godín |

| Real Madrid | Atlético Madrid |

| POR             | 1  | Iker Casillas (c)  |        |     |
| TD              | 15 | Daniel Carvajal    |        |     |
| DC              | 4  | Sergio Ramos       | 27’    |     |
| DC              | 2  | Raphaël Varane     | 120+3’ |     |
| TS              | 5  | Fábio Coentrão     |        | 59’ |
| CLD             | 19 | Luka Modrić        |        |     |
| CC              | 6  | Sami Khedira       | 45+1’  | 59’ |
| CLS             | 22 | Ángel Di María     |        |     |
| AD              | 11 | Gareth Bale        |        |     |
| AC              | 9  | Karim Benzema      |        | 79’ |
| AS              | 7  | Cristiano Ronaldo  | 120+1’ |     |
| Panchina:       |    |                    |        |     |
| P               | 25 | Diego López        |        |     |
| D               | 3  | Pepe               |        |     |
| D               | 12 | Marcelo            | 118’   | 59’ |
| D               | 17 | Álvaro Arbeloa     |        |     |
| C               | 23 | Isco               |        | 59’ |
| C               | 24 | Asier Illarramendi |        |     |
| A               | 21 | Álvaro Morata      |        | 79’ |
| Allenatore:     |    |                    |        |     |
| Carlo Ancelotti |    |                    |        |     |

| POR                  | 13 | Thibaut Courtois   |      |     |
| TD                   | 20 | Juanfran           | 74’  |     |
| DC                   | 23 | Miranda            | 53’  |     |
| DC                   | 2  | Diego Godín        | 120’ |     |
| TS                   | 3  | Filipe Luís        |      | 83’ |
| CLD                  | 8  | Raúl García        | 27’  | 66’ |
| CC                   | 5  | Tiago              |      |     |
| CC                   | 14 | Gabi (c)           | 100’ |     |
| CLS                  | 6  | Koke               | 86’  |     |
| ATT                  | 19 | Diego Costa        |      | 9’  |
| ATT                  | 9  | David Villa        | 72’  |     |
| Panchina:            |    |                    |      |     |
| P                    | 1  | Daniel Aranzubía   |      |     |
| D                    | 12 | Toby Alderweireld  |      | 83’ |
| C                    | 4  | Mario Suárez       |      |     |
| C                    | 11 | Cristian Rodríguez |      |     |
| C                    | 24 | José Ernesto Sosa  |      | 66’ |
| C                    | 26 | Diego              |      |     |
| A                    | 7  | Adrián López       |      | 9’  |
| Allenatore:          |    |                    |      |     |
| Diego Simeone 120+3’ |    |                    |      |     |

| Uomo partita: Sergio Ramos |